# Miguel de Molinos

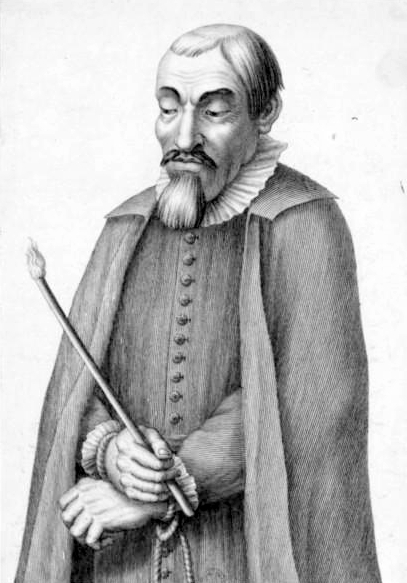
Miguel de Molinos na zijn veroordeling

Miguel de Molinos (Muniesa, 30 juni 1628 - Rome, 29 december 1696) was een Spaans mysticus, stammend uit een rijke en eerzame familie, die een afkeer had van de sacramenten. Hij was de grondlegger van het quiëtisme, een richting in de mystiek die het belang van de menselijke activiteit minimaliseert. Net als het lichaam had ook de ziel rust nodig volgens Molinos. Zijn denkbeelden zijn verwant aan het boeddhisme, aan het taoïstische Wu wei en aan de Dictionnaire historique et critique van de Rotterdamse filosoof Pierre Bayle. Zijn boeken zijn in de ban gedaan en Molinos werd veroordeeld omdat hij de dogma's van het geloof naast zich had neergelegd.

## Biografie
Hij studeerde waarschijnlijk bij de jezuïeten in Valencia (1646), waar hij in 1652 tot priester werd gewijd en promoveerde in de theologie. Tussen 1662 en 1665 verhuisde hij naar Rome vanwege een zaligverklaring van een zekere Jeronimo Simon. Molinos, een charmant en spiritueel man, werd de biechtvader van veel hoogwaardigheidsbekleders, onder wie Christina I van Zweden. In zijn kennissenkring bevonden zich veel kardinalen. De meest vooraanstaande van hen was de kardinaal d'Estrées, een man met kennis en inzicht, die Molinos' stelregels op waarde schatte. Ze spraken elkaar bijna dagelijks.

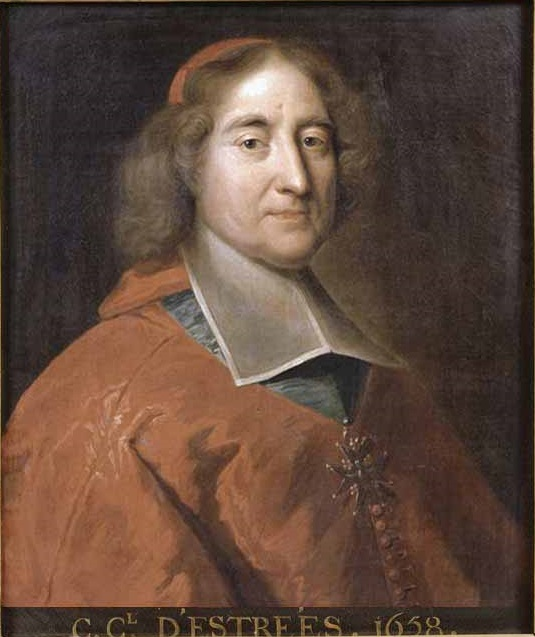
César d'Estrées (1658)

In 1675 gaf hij, gebaseerd op het werk van Theresa van Avila, Ignatius van Loyola en Johannes van het Kruis, zijn Guida Spirituale uit, waarin hij de zuivere liefde tot God propageerde in een woordloos of stil gebed. Zijn Geestelijke Gids met aantrekkelijke metaforen werd door volgelingen, zowel katholieken als protestanten, beschouwd als een werkje van onschatbare waarde, hoe kort en klein het ook was. Het is meer dan twintig keer uitgegeven in veertien verschillende talen en dat op zes jaar tijd.
Molinos had inmiddels een zodanige reputatie opgebouwd (de paus had hem onderdak geboden in het Vaticaan en in Napels zou hij 20.000 volgelingen hebben), dat de jezuïeten en dominicanen gealarmeerd raakten en besloten om een einde te maken aan de populariteit van zijn methode van devotie. In eerste instantie verdedigde Molinos zich met succes en werd het boek van zijn tegenstander, Pater Segneri, in 1681 op de index geplaatst. De Jezuïeten probeerden het toen bij de Lodewijk XIV van Frankrijk. In november 1683 is een grootschalig onderzoek naar de gigantische schriftelijke productie van Molinos van start gegaan. Om hun standpunten kracht bij te zetten, beschikten ze over de hulp van Père La Chaise s.j., die de quiëtisten voorstelde als vijanden van Frankrijk en de bijgedraaide kardinaal d'Estrées.
Molinos werd gearresteerd in 1685, al zijn correspondentie (20.000 brieven) werd in beslag genomen, waaronder die met Jansenisten. Hij is in een showproces veroordeeld tot levenslange gevangenisstraf, ondanks zijn goede betrekkingen met de Romeinse Curie. Enkel zijn voormalige medewerker Matteo Petrucci mocht hem bezoeken. In 1687 laaide de zaak opnieuw op toen veel van zijn volgelingen werden opgesloten. Iedereen die een teruggetrokken leven leidde was plotseling verdacht. Op 13 september 1687 werden zijn 68 ketterse stellingen veroordeeld door paus Innocentius XI, tot dan toe steeds een vriend. Molinos werd bovendien beschuldigd van obsceniteiten, maar het is niet te achterhalen waarom dat was. Hoewel voorzien van een kerkelijke imprimatur, werd het boek verworpen en alsnog op de index van verboden boeken geplaatst door de Congregatie voor de Geloofsleer. Hij moest zijn afwijkingen afzweren in de Santa Maria sopra Minerva. Alle zijn boeken werden aan het vuur opgeofferd. Na elf jaar verblijf in een kerker van het Dominicanenklooster en slachtoffer geweest te zijn van diverse folteringen is Molinos overleden.

## Erfenis
Molinos kwam dichter bij de hervorming van de katholieke kerk dan enige andere man in de geschiedenis. Een man zo controversieel dat zelfs tot op heden het Vaticaan niet heeft toegestaan de transcriptie van het (geheime) onderzoek vrij te geven. Zijn geschriften en leerstellingen zijn nog steeds onderhevig aan de banvloek als gevolg van een pauselijke bul Coelestis pastor. Zijn volgelingen, zoals Fénelon, werden bestreden door de Inquisitie wegens quiëtisme.

## Werk
- La devoción de la buena muerte (Valencia, 1662)
- Defensa de la contemplación
- "Geestelijke Gids die de Ziel van hindernissen bevrijdt en haar naar de innerlijke weg leidt, om de Volmaakte Godbeschouwing en de Rijke Schat van de Innerlijke Vrede te bereiken, van de hand van Doctor Miguel Molinos, priester, en aan het licht gebracht door toedoen van de Eerwaarde Vader Jan van de Heilige Moedermaagd, Provinciehoofd van de Orde van de Minderbroeders in de provincie van Sint-Peter van Alcántara in het Rijk van Napels."